# МакSим
МакSим (раніше — Maxi-M; справжнє ім'я Мари́на Сергі́ївна Абро́симова; нар. 10 червня 1983, Казань, СРСР) — російська співачка, авторка, виконавиця та музична продюсерка.
Перший альбом МакSим, «Трудный возраст», який вийшов 28 березня 2006 року, розійшовся тиражем понад 1,5 мільйона копій, 2007 року МакSим стала найбільш комерційно успішною співачкою в Росії . Співачка двічі перемагала в номінації «Найкраща виконавиця» на церемонії Russian Music Awards каналу MTV та Премії Муз-ТВ. 2 лютого 2008 року на щорічній церемонії вручення нагород газети «Московський комсомолець» «Звуковая дорожка», співачка перемогла в номінації «Найкраща виконавиця року». Другий альбом співачки, «Мой рай», розійшовся тиражем понад 1,3 мільйона копій. МакSим — єдина співачка, 6 синглів якій послідовно займали перше місце в російському радіочарті.
2009 року разом з репером Лигалайз записала пісню «Небо, засыпай», використану для реклами фільму «Тарас Бульба» (у самій картині пісня не звучить). 5 червня 2009 року співачка отримала премію Муз-ТВ як найкраща виконавиця.
2009 року виконавиця записала до фільму «Книга майстрів» пісню «Дорога», що стала саундтреком стрічки.
У грудні 2009 року вийшов третій за рахунком студійний альбом співачки — «Одиночка», який отримав золотий статус.
2011 року посіла 85-е місце в рейтингу «Сто найвпливовіших жінок Росії», складений радіостанцією «Ехо Москви», інформаційними агентствами РИА Новости, «Интерфакс» і журналом «Огонёк».

## Біографія
Народилась 10 червня 1983 року у сім'ї автомеханіка Сергія Ореф'євича Абросимова та вихователя дитячого садка Світлани Вікторівни Максимової. З ранніх років вона почала вивчати музику, вчилась в музичній школі по класу вокалу та фортепіано. Паралельно відвідувала секцію карате. Багато часу проводила в компанії старшого брата Максима Абросимова, у зв'язку з чим отримала прізвисько Максим, яке пізніше стало її творчим псевдонімом.
З 14 років дівчина почала брати участь у різних музичних конкурсах, таких як «Teen star» і «Намисто Нефертіті», почала писати власні пісні, в числі яких «Чужой» і «Зима», що увійшли до другого альбому співачки «Мой рай».
Закінчила казанський ліцей № 83 та факультет зв'язків з громадськістю у Казанському державному технічному університеті ім. Туполєва.

### Кар'єра

#### Початок кар'єри
До 15 років, твердо вирішивши стати співачкою, Марина почала робити перші кроки в музичній кар'єрі. На студіях Казані, у співпраці з казанським гуртом «Pro-Z», були записані її перші пісні: «Чужой», «Заведи» і «Прохожий». Пісня «Заведи» стала локальним хітом в Татарстані, потрапивши в ротацію місцевих радіостанцій. Через деякий час пісня потрапила до збірки «Русская десятка», але під авторством популярного на той час гурту «tATu».
| Багато років тому в мене з'явилась пісня під назвою «Заведи». Через декілька років пірати випустили цю пісню на диску гурту «Тату» та слухачі вирішили, що я намагаюся під них «косити». Насправді ця пісня була народжена ще задовго до появи цього гурту на нашій естраді. Оригінальний текст (рос.) Много лет назад у меня появилась песня под названием «Заведи». По прошествии нескольких лет пираты выпустили эту песню на диске группы «Тату» и слушатели решили, что я стараюсь под них «косить». На самом деле эта песня была рождена ещё задолго до появления этой группы на нашей эстраде.[21] |
МакSим почала самостійно займатися своєю кар'єрою, записала нові пісні. У той період співачка виступала як малобюджетний проект, співпрацювала з маловідомими колективами, наприклад, з гуртом «Губы», про який неохоче згадує:
| Навіть не хочеться згадувати. Абсолютно не цікавий проект був, я потрапила в нього випадково. Мені подзвонили, я погодилася наспівати їх матеріал, а дівчата під мою фонограму гастролювали. Я просто заробила трохи грошей, яких так потребувала у той період» Оригінальний текст (рос.) Даже не хочется вспоминать. Абсолютно не интересный проект был, я попала в него случайно. Мне позвонили, я согласилась напеть их материал, а девушки под мою фонограмму гастролировали. Я просто заработала немного денег, в которых так нуждалась в тот период.[22] |
2003 року співачка самостійно видала на радіо сингл «Трудный возраст», який, однак, не отримав великого успіху, як і другий сингл «Нежность». У записі пісень співачці допомагав гурт «Pro-Z», учасники якого виступали аранжувальниками та продюсерами нових пісень. 2004 року МакSим випустила на радіо пісню «Сантиметры дыхания». Несподівано сингл отримав великий успіх: опинився на 34 позиції в російському радіочарті. Проте співачка все ще залишалась невідомою широкому загалу. Після перших виступів у клубах Казані та інших містах Росії, МакSим зрозуміла, що їй необхідні зміни, і відправилась у Москву. У столиці дівчина зібрала матеріал для першого сольного альбому, написала нові пісні. Повідомлялося, що в цей час МакSим навіть виступала в московському метро.

#### 2005—2007
Зібравши достатньо матеріалу, МакSим почала шукати компанію, яка погодилась би з нею працювати, і звернулась до Gala Records. У компанії, подивившись демодиск співачки із записом виступу на концерті в Санкт-Петербурзі, вирішили співпрацювати з нею.
| Одного разу я несподівано приїхала на танцювальний фестиваль в Пітер і побачила, що пісню «Трудный возраст» співає 15 тисяч чоловік разом зі мною. З цим відеозаписом прийшла в компанію «Гала рекордс» — керівництву було вже очевидно, що людьми це сприймається позитивно. Оригінальний текст (рос.) Однажды я неожиданно приехала на танцевальный фестиваль в Питер и увидела, что песню «Трудный возраст» поёт 15 тысяч человек вместе со мной. С этой видеозаписью пришла в компанию «Гала рекордс» — руководству было уже очевидно, что людьми это воспринимается положительно.[21] |
Почалась робота над першим сольним альбомом «Трудный возраст». У Москві МакSим почала співпрацювати зі штатним саунд-продюсером студії Gala Records Анатолієм Стельмаченко, який продюсує нові пісні співачки на московській студії. За цей час була записана нова версія пісні «Трудный возраст», а також продовжувалась робота над композиціями «Ветром стать» і «Отпускаю».

Обкладинка першого альбому

2005 року відбулось перевидання синглу «Трудный возраст» під назвою «Трудный возраст (2005 version)». Влітку, у Таллінні, на композицію було знято відеокліп. Пісня потрапила в сотню найкращих, діставшись до 46 позиції. Щоб закріпити успіх, в жовтні 2005 року сингл «Нежность» перевиданий під назвою «Нежность (album edit)». На композицію знято другий кліп співачки. До МакSим приходить справжній успіх: пісня зайняла перше місце в чарті Русского радио «Золотий грамофон», протрималась на ньому 9 тижнів, а також дісталась до 2 місця в московському радіочарті.
28 березня 2006 року вийшов дебютний альбом співачки «Трудный возраст». За перші кілька місяців було продано понад 200 000 копій платівки, і альбом отримав платиновий статус.
У жовтні видано новий сингл «Отпускаю», більш лірична та автобіографічна пісня, написана в співавторстві з подругою МакSим, Алсу Ішметовою. Відеокліп на композицію потрапив у ротацію на всіх музичних каналах Росії. «Отпускаю» став першим синглом для МакSим, який очолив російський радіочарт, протримавшись на першому місці 4 тижні.
Пізніше співачка вирушила у перший гастрольний тур на підтримку свого дебютного альбому, під час якого дала більше ста концертів, які пройшли в Росії, Німеччині, Казахстані, Білорусі та Естонії. Під час виступів співачка виконувала всі пісні з альбому, і деякі з них у вигляді реміксів. У листопаді 2006 року компанія Gala Records випустила DVD із записом першого концерту МакSим в Москві, в клубі «Тінь». DVD продавався величезними тиражами і став найбільш продаваним за всю історію рекорд-бізнесу в Росії.
У лютому вийшов четвертий офіційний сингл з альбому «Знаешь ли ты?». Пісня отримала більшу популярність, стала «візитною карткою» співачки. Цифрові продажі синглу перевищили 1,2 мільйона завантажених копій. З виходом цього синглу продажі альбому «Трудный возраст», знову піднялась, досягнувши до кінця 2007 року понад 1,5 мільйона проданих копій. Пісня також очолила російський радіочарт на 2 тижні, а відео на неї стало найуспішнішим в кар'єрі МакSим.
У червні було знято кліп на останній сингл з цього альбому «Ветром стать». Пісня також очолила російський радіочарт, протримавшись на першому місці 5 тижнів і ставши найуспішнішим радіосинглом з альбому. За словами МакSим, лірика пісні навіяна творчістю Анни Ахматової.
24 липня вийшов сингл «Наше лето» — спільна робота МакSим і репера Басти, виданий у його альбомі «Баста 2». Композиція є переробкою пісні МакSим «Нежность» у стилі R&B зі вставками репу від Басти замість куплетів, але зі збереженням приспіву у виконанні МакSим. Сингл зайняв 83 позицію в радіочарті.
У жовтні 2007 року, на церемонії Russian Music Awards каналу MTV, МакSим отримала відразу дві нагороди: як найкращий виконавець і як найкращий поп-проект року.

#### 2007—2009
Ще в середині 2007 року в творчості МакSим почали відбуватись зміни. Була набрана команда музикантів, які повинні виступати зі співачкою. Одночасно з цим студія Gala Records квапить співачку з випуском другого альбому. За 2007 рік повністю записаний матеріал для другої платівки, в який були включені тільки дві старі пісні «Чужой» і «Зима», які МакSим написала в 15 років. У журналі «Billboard» відзначали, що МакSим в цей час, перебуваючи в статусі не просто популярної співачки, а «зірки», не стала «розтрачувати свої сили на участь у розважальних програмах і інших телевізійних проектах, а повністю зосередилась на записі платівки».
Наприкінці року почалась промо-кампанія альбому. Для того, щоб представити новий матеріал публіці, одночасно з виходом альбому почалась організація масштабного концертного туру. Вийшов перший сингл з альбому, пісня під назвою «Мой рай». Незважаючи на побоювання співачки, сингл відразу очолив російський радіочарт.
У листопаді 2007 року вийшов номер російського видання журналу «Billboard» з МакSим на обкладинці.
22 листопада 2007 року в Росії вийшов фільм «Зачарована», в якому МакSим озвучила головну героїню — принцесу Жизель.
| Мені було цікаво спробувати себе в новій ролі. У ВНЗ мене цьому не вчили, тому було трохи не по собі. Правда, режисер озвучування каже, що в мене непогано виходить. За той час, який я провела в студії «Діснея», я вже встигла так прив'язатися до своєї казкової героїні, що почала копіювати її міміку, жести. А взагалі, мені здається, що ми з Жизель чимось трохи схожі. Оригінальний текст (рос.) Мне было интересно попробовать себя в новой роли. В ВУЗе меня этому не учили, поэтому было немного не по себе. Правда, режиссёр озвучивания говорит, что у меня неплохо получается. За то время, которое я провела в студии «Диснея», я уже успела так привязаться к своей сказочной героине, что начала копировать её мимику, жесты. А вообще, мне кажется, что мы с Жизель чем-то немного похожи.[34] |
13 листопада вийшов другий альбом співачки «Мой рай». У перший же тиждень було реалізовано понад 500 000 копій платівки. Всього за 2007 рік альбом розійшовся тиражем в 700 000 копій, отримавши діамантовий статус.
| 13 листопада вийшов у світ новий диск «Мій рай». На відміну від «Трудного возраста», де про мене було лише дві пісні, а решта — всякі спостережні ситуації, в новому альбомі я співаю тільки про себе. Тобто він автобіографічний. В ньому зібрані всі мої емоції — від панічного веселощів до слізної смутку — за останні два роки життя. У попередньому альбомі тільки дві пісні — «Сантиметры дыханья» і «Знаешь ли ты» — про мене. В них я дала собі більше сміливості розповісти про МакSим. Мабуть, люди відчувають, що вони від чистого серця, тому і сприймаються завжди на ура. Оригінальний текст (рос.) 13 ноября вышел в свет новый диск «Мой рай». В отличие от «Трудного возраста», где обо мне было только две песни, а остальные — всякие наблюдательные ситуации, в новом альбоме я пою только про себя. То есть он автобиографичный. В нём собраны все мои эмоции — от панического веселья до слёзной грусти — за последние два года жизни. В предыдущем альбоме только две песни — «Сантиметры дыханья» и «Знаешь ли ты» — про меня. В них я дала себе больше смелости рассказать о МакSим. Видимо, люди чувствуют, что они от чистого сердца, поэтому и воспринимаются всегда на ура.[36] |

Обкладинка другого альбому

Незважаючи на такий успіх у публіки, критики зустріли альбом з досить різними думками. Було відзначено, що живий звук значно поліпшив звучання пісень, відзначалась щирість і теплота артистки. З іншого боку, багато критиків порахували, що в альбомі мало хітів. Спростував цю думку випуск другого синглу «Научусь летать», який досить швидко очолив в радіочарті, пробувши на ньому 5 тижнів.
З виходом альбому почався новий гастрольний тур. МакSим виступила з концертами в Росії, Німеччині, Казахстані, Білорусі, Естонії, Латвії, Литві та Ізраїлі. У ході туру співачка виконала понад 90 концертів. 22 березня виконавиця дала великий концерт у Москві в СК «Олімпійському». На концерті був аншлаг і було продано понад 18 тисяч квитків. МакSим виконала пісні з обох альбомів у новому аранжуванні, з участю музикантів своєї групи, а також запрошених спеціально для концерту сурмачів, скрипалів та альтистів. Особливою прикрасою сцени став прозорий рояль, за яким співачка виконала найбільш ліричні пісні зі свого репертуару. У травні вийшов DVD із записом концерту в СК «Олімпійський».
29 квітня 2008 року відбулась перша офіційна автограф-сесія співачки в Москві, приурочена до випуску подарункового видання альбому «Мой Рай». На зустріч з МакSим прийшло понад 700 осіб.
Новий сингл «Лучшая ночь», як і попередні, очолив радіочарт, пробувши там 7 тижнів. Пісня стала найвдалішим синглом співачки, а МакSим — єдиною виконавицею в Росії, 6 синглів якій послідовно піднімалися на вершину російського радіочарту.
31 грудня телеканал НТВ транслював запис виступу МакSим у рамках програми новорічного вечора. Співачка виконала пісню «Зима» з альбому «Мой рай», проте композиція так і не була випущена як сингл.
До кінця року альбом «Мой рай» розійшовся накладом понад 1,3 мільйона копій.
У березні 2009 року МакSим випустила на радіо сингл «Небо, засыпай». Пісня була використана для реклами фільму «Тарас Бульба», проте сама композиція була записана раніше, 2008 року, і потрапила в інтернет під назвою «Птицы». Для запису нової версії був запрошений до співпраці репер Лигалайз. Сингл не мав особливого успіху, діставшись лише до 99 позиції в радіочарті, однак він став 10 синглом співачки, що потрапив у топ-100.

#### 2009—2010
У кінці літа 2009 року з'явились повідомлення про запис співачкою нового альбому. За словами виконавиці, в новому альбомі знайшло відображення те, що вона стала матір'ю, але альбом не буде повністю присвячений цій темі. Пізніше з'явилися повідомлення й про орієнтовну назву альбому — «Одиночка».
У кінці серпня в інтернет потрапила пісня «Одиночка», яка трохи шокувала громадськість своїм провокаційним текстом. Зокрема, за слова «Вдома посиджу — краще дуну, покурю» (рос. «Дома посижу — лучше дуну, покурю») співачку звинуватили у пропаганді наркотиків. Сама співачка ніяк не прокоментувала дану ситуацію.

Обкладинка третього альбому

1 вересня МакSим представила на «Русском радио» перший сингл з майбутнього альбому, пісню «На радиоволнах». Одночасно з цим співачка відправилась у новий гастрольний промо-тур, в ході якого виконувала і кілька нових пісень з невиданого альбому, в числі яких «Одиночка», «На радиоволнах», «Весна», «Дорога», «Блюз» і «Я люблю тебя».
11 вересня були завершені зйомки кліпу на пісню «Дорога», яка увійшла в саундтрек до фільму «Книга майстрів», знятому в Росії американською компанією «Walt Disney».
1 грудня відбувся реліз третього альбому співачки «Одиночка».
5 березня 2010 року в ефірі радіостанції «Love Radio» пройшла прем'єра третього синглу з альбому, пісні «Весна». Перед цим, 13 лютого, МакSим представила пісню широкій публіці на концерті «Big Love Show» в Москві, в «Олімпійському».
За підсумками 2010 року співачка отримала нагороду ВОІВ («Всеросійська організація інтелектуальної власності» (рос. «Всероссийская организация интеллектуальной собственности»)) «Золота фонограма 2010 р.» за тиражі своїх альбомів і радіоротації пісень, а також стала переможницею в призначеному для користувача голосуванні «NewsMusic.ru» в номінації «Найкраща співачка 2010», набравши 9356 голосів. Наприкінці 2010 року російське видання журналу «Billboard» підвело підсумки декади 2000—2010 років, де дебютний альбом співачки «Трудный возраст» був включений в список головних релізів десятиліття.

#### 2010— наш час
У серпні-вересні 2010 року МакSим представила дві нові пісні: «Мой ответ — Да!» і «Дождь». Також співачка брала участь в онлайн-конференції на сайті Муз-ТВ, в якій розповіла, що нових синглів з альбому «Одиночка» видано не буде.
18 лютого 2011 відбулася радіопрем'єра пісні «Как летать».
У лютому 2011 року в інтерв'ю «Комсомольськой правде» МакSим сказала, що поки не збирається випускати четвертий альбом і займається окремим написанням і просуванням пісень. 19 квітня відбулась прем'єра відеокліпу на пісню «Как летать». 26 травня було оголошено, що МакSим стане суддею на проекті «Мой Camp Rock», каналу «Disney».
У липні стало відомо, що до виходу готується новий сингл співачки. Також повідомлялось, що в листопаді відбудеться вихід фільму «Бій з тінню 3D: Останній раунд», у саундтрек якого увійшла одна з пісень співачки. У серпні пройшов реліз пісні «Красивая пара» співачки Марії, автором якої стала МакSим. 7 вересня відбулась прем'єра нового синглу «Осколки», який повинен увійти до майбутньої збірки найкращих пісень співачки, під назвою «Твоя МакSим». 28 вересня вийшов відеокліп на сингл «Осколки», а 22 листопада кліп на пісню «Любовь — это яд» з альбому «Одиночка», орієнтований виключно на інтернет-аудиторію.
У грудні 2011 року журнал «Афиша» включив композицію «Знаешь ли ты» в список найбільш яскравих та пам'ятних російських поп-хітів за останні 20 років.
Наприкінці 2011 року відбулася прем'єра пісні «Это же я», 23 березня 2012 — «Небо-самолеты». 13 квітня 2012 відбулася прем'єра кліпу на пісню «Одиночка». 28 червня 2012 відбулася прем'єра кліпу «Это же я». Навесні 2012 в студії Андрія Самсонова записаний дует з Animal ДжаZ — «Живи», 18 липня відбулася прем'єра пісні, 6 листопада — прем'єра кліпу. Був запланований вихід кліпу на пісню «Небо-самолеты», режисером якого став Алан Бадоєв.
У серпні 2012 року МакSим представила Росію на Міжнародному фестивалі пісні в Сопоті (Польща) з піснею «Знаешь ли ты».
У грудні 2012 року МакSим презентувала новий сингл «Колыбельная» і відеокліп до нього. 9 січня 2013 співачка без анонсу презентувала студійне live-відео, де виконала нову пісню «Ты говоришь». 5 лютого відбулася прем'єра двох версій кліпу «Небо-самолеты» — версія для ТБ і режисерська. Навесні 2013 року відбулася прем'єра кліпу Animal ДжаZ «Паук», у зйомках якого взяла участь МакSим.
У березні 2013 року співачка анонсувала четвертий альбом під робочою назвою «Другая реальность». За її словами, всі пісні для альбому вже записані (у числі інших до нього увійдуть композиції «Осколки» і «Как летать», а також ще не опубліковані пісні), проте реліз альбому запланований на середину 27 травня 2013.
У квітня 2013 року МакSим здобула перемогу в номінації Best Female Performance на премії OE Video Music Awards 2012.
8 квітня відбулось прем'єра синглу «Я ветер», 18 квітня співачка презентувала відео на пісню в ефірі RU.TV.
27 травня відбувся реліз альбому «Другая реальность».

### Особисте життя
У жовтні 2008 року на острові Балі (Індонезія), співачка вийшла заміж за свого звукорежисера Олексія Луговцова. Сама МакSим стримана в коментарях на тему свого особистого життя:
| Вже зараз, коли про нього [Олексія] тільки почали дізнаватись журналісти, на нас обрушився цілий шквал якихось небилиць. Ми, звичайно, поки сміємося над публікаціями з явно вигаданими фактами, але в якийсь момент це почне заважати, тому Льоша намагається не давати приводу для пліток. Він ніколи не погоджується на інтерв'ю, принципово відмовляється брати участь зі мною у фотосесіях або в піар-кампаніях моїх альбомів, як, скажімо, Тарзан з Наташею Корольовою. Олексій любить музику, добре знає шоу-бізнес ізсередини. Він мириться з моєю популярністю, але для нього я — не відома артистка, а близька та рідна людина. Йому, як і мені, перш за все важливі наші особисті відносини та музика. Оригінальний текст (рос.) Уже сейчас, когда о нём [Алексее] только начали узнавать журналисты, на нас обрушился целый шквал каких-то небылиц. Мы, конечно, пока смеёмся над публикациями с явно вымышленными фактами, но в какой-то момент это начнёт мешать, поэтому Лёша старается не давать повода для сплетен. Он никогда не соглашается на интервью, принципиально отказывается участвовать со мной в фотосессиях или в пиар-кампаниях моих альбомов, как, скажем, Тарзан с Наташей Королевой. Алексей любит музыку, хорошо знает шоу-бизнес изнутри. Он мирится с моей популярностью, но для него я — не известная артистка, а близкий и родной человек. Ему, как и мне, прежде всего важны наши личные отношения и музыка.[67] |
8 березня 2009 року МакSим народила дочку, яку назвали Олександрою. Пологи були дуже важкі та тривали 18 годин. Після цього співачка пішла в декретну відпустку, яка тривала 5 місяців. Після народження дитини вона намагається не їхати більше, ніж на два тижні, щоб постійно бути з сім'єю.
23 жовтня МакSим та Олексій Луговцев повінчалися і відсвяткували весілля. Обряд вінчання проходив в храмі Всіх Святих у Москві.
У грудні 2010 року в ЗМІ з'явилася інформація про розлучення співачки з Олексієм Луговцовим. У березні 2011 року ця інформація підтвердилася. МакSим дала ексклюзивне інтерв'ю журналу «7 днів», а також Оксані Пушкіній, в програмі «Жіночий погляд», де розповіла про причини розлучення:

| Скажу чесно, я не звикла давати такі інтерв'ю, але мені було настільки некомфортно відповідати в сотий раз на інколи зовсім некоректні запитання журналістів і бачити потім, як турбуються за нас наші близькі, що я зважилася дати інтерв'ю «7 Дням» і Оксані Пушкіній у програмі «Жіночий погляд». А ще хочу сказати: сім'я - найголовніше у житті. Її треба вміти зберегти! На жаль, мені не вистачило мудрості… Після нашого весілля нам з Олексієм прийшли тисячі листів, де люди зізнавалися, як ми допомогли їм повірити в те, що любов є. Писали: «Дякуємо! Дивлячись на вас, ми теж вирішили одружитися». Слали нам букети та подарунки. Я і зараз продовжую думати, що справжня любов таки існує. Попри те що в моєї власної історії хепі-енду, на жаль, не вийшло. Оригінальний текст (рос.) Скажу честно, я не привыкла давать такие интервью, но мне было настолько некомфортно отвечать в сотый раз на подчас совсем некорректные вопросы журналистов и видеть потом, как беспокоятся за нас наши близкие, что я решилась дать интервью «7 Дням» и Оксане Пушкиной в программе «Женский взгляд». А еще хочу сказать: семья — самое главное в жизни. Ее надо уметь сохранить! Увы, мне не хватило мудрости… После нашей свадьбы нам с Лешей пришли тысячи писем, где люди признавались, как мы помогли им поверить в то, что любовь есть. Писали: «Спасибо! Глядя на вас, мы тоже решили пожениться». Слали нам букеты и подарки. Я и сейчас продолжаю думать, что настоящая любовь все-таки существует. Несмотря на то что у моей собственной истории хеппи-энда, к сожалению, не получилось.[77] |
Співачка також додала, що з причини постійних з'ясувань стосунків з колишнім чоловіком, вона практично перестала писати пісні і за минулий рік нічого гідного з-під її пера не вийшло. Після розлучення співачка повернулася до творчості: «…я зараз знову пишу пісні. І це по-справжньому хороший знак: я повертаюся до себе» (рос. «…я сейчас снова пишу песни. И это по-настоящему хороший знак: я возвращаюсь к себе»), — пояснила МакSим.

## Музичний вплив і тематика творчості
Музичні уподобання МакSим в дитинстві були досить різноманітними. За її словами, вона воліла слухати різних виконавців, від гурту «Сплин», до «Гостей из будущего». Також на музичні смаки співачки впливали її батько, який слухав гурти «The Beatles» і «Pink Floyd». У зв'язку з тим, що МакSим проводила багато часу зі старшим братом, вона слухала багато дворової музики. В дитинстві виконавиця займалася й класичною музикою, закінчила музичну школу по класу фортепіано. За словами самої МакSим, вона також вміє грати на гітарі, але не професійно, а на рівні акомпанементу.
Будучи автором всіх пісень свого дебютного альбому, МакSим говорила, що він спочатку був розрахований на підлітків, що пізніше відзначило більшість критиків, зарахувавши його до стилю тін-поп. Співачка зізнавалася, що одна з найуспішніших пісень альбому, «Знаешь ли ты», є автобіографічною. Вона розповіла, що «Знаешь ли ты» - «це сповідь. Вона вистраждана, в ній весь мій сумний життєвий досвід» (рос. «Знаешь ли ты» — «это исповедь. Она выстрадана, в ней весь мой печальный жизненный опыт»). В цілому альбом «Трудный возраст» описує спостережні ситуації, які зі співачкою ніколи не відбувалися. В альбомі також виникає тема суїциду. За словами виконавиці пісня «Ветром стать» навіяна творчістю Анни Ахматової та Марини Цвєтаєвої і зачіпає тему самогубства:
| Напередодні я дійсно прочитала багато ахматовських віршів, мій настрій, внутрішній стан знайшли відображення у пісні «Ветром стать». У ній немає нічого схожого на творчість великої поетеси, скоріше, можна знайти мотиви віршів Цвєтаєвої. Мова в ній, нагадаю, йдеться про смерть, про самогубство. А цим більше «страждала» як раз-таки Цвєтаєва. Оригінальний текст (рос.) Накануне я действительно прочла много ахматовских стихов, мое настроение, внутреннее состояние нашли отражение в песне «Ветром стать». В ней нет ничего похожего на творчество великой поэтессы, скорее, можно найти мотивы стихов Цветаевой. Речь в ней, напомню, идет о смерти, о самоубийстве. А этим больше «страдала» как раз-таки Цветаева.[82] |
Після виходу альбому «Трудный возраст», творчість МакSим стали порівнювати з творчістю гуртів «tATu» і «Ласковый май». У цей період створився образ співачки, як «своєї дівчини» і що їй все легко далося в творчому плані, хоча сама виконавиця спростовувала цю думку: «…насправді все сталося не за один день — це тільки з боку так здається. Я багато працювала, писала. Довго до цього йшла» (рос. «…на самом деле все произошло не за один день — это только со стороны так кажется. Я много работала, писала. Долго к этому шла».). Такої ж думки дотримується і репер Баста, з яким МакSим записала дует «Наше лето».
Перед записом другого альбому почали відбуватися зміни в концертній творчості артистки. Вона набрала команду музикантів, які повинні були працювати з нею, хоча за її зізнанням, вона не прагнула стати рок-співачкою: «…це не означає, що я почну доводити всім - ми граємо рок-н-рол <…>. Я не заперечую та не збираюсь заперечувати той факт, що я поп-виконавиця, попри те, що з хлопцями будемо грати на живих інструментах» (рос. «…это не значит, что я начну доказывать всем — мы играем рок-н-ролл <…>. Я не отрицаю и не собираюсь отрицать тот факт, что я поп-исполнительница, несмотря на то, что с ребятами будем играть на живых инструментах»). Робота з «живим» складом внесла зміни у творчість МакSим. У записах почали переважати живі інструменти: гітара, фортепіано, бас та ударні. За словами співачки в альбомі це все знайшло своє відображення:
| Я раніше ніколи не працювала з живим колективом, але музиканти мене всіляко підтягують, і головне — це все від душі йде, тому настрій дуже сильно відчувається. Ось, власне, захотілося весь новий альбом записати в такому варіанті, як він потім на публіці буде звучати. Всі аранжування робилися в рамках настрою пісні. Інша справа, що при прослуховуванні в деяких треках виявляються нотки мало не пост-панку. Є щось поп-рокове… Оригінальний текст (рос.) Я раньше никогда не работала с живым коллективом, но музыканты меня всячески подтягивают, и главное — это все от души происходит, поэтому настроение очень сильно чувствуется. Вот, собственно, захотелось весь новый альбом записать в таком варианте, как он потом на публике будет звучать. Все аранжировки делались в рамках настроения песни. Другое дело, что при прослушивании в некоторых треках оказываются нотки чуть ли не пост-панка. Есть что-то поп-роковое…[87] |
За визнанням виконавиці перед виходом альбому вона відчувала «синдром другого альбому», боячись, що він не виявиться таким же успішним, як попередній, але незабаром заспокоїлась і стала писати пісні просто «для душі». Новий альбом став для МакSим автобіографічним. За її визнанням, більшість пісень на платівці (за винятком «Секретов нет» і «Не отдам») написані про те, що з нею відбувалося за останні роки. До альбому також увійшли пісні, які МакSим написала ще в юності, серед них «Зима» і «Чужой».
З вагітністю МакSим пов'язано перша поява у її творчості теми материнства. 2008 року було знято кліп на пісню «Лучшая ночь», яку виконавиця присвятила своїй, тоді ще не народженій, донці. 2009 року відбувся другий експеримент співачки в стилі хіп-хоп. Цього разу вона співпрацювала з репером Лигалайз над піснею «Небо, засыпай». Сам співак також позитивно відгукнувся про МакSим: «Це, звичайно, сверхпоп, але вона талант. Сама все робить, у неї абсолютно індивідуальний стиль» (рос. «Это, конечно, сверхпоп, но она талант. Сама все делает, у нее абсолютно индивидуальный стиль»).
Ще до виходу третього альбому в ЗМІ з'являлась інформація про те, що співачка вирішила перейти до стилю глем-рок, але сама МакSим цю інформацію спростувала:
| Я, наприклад, попсова співачка. І по-іншому не буде. Хтось ось недавно написав, що я тепер граю глем-рок, - це повна маячня. Я зі своєї попси нікуди не вилізу. У нас же більшість рокерів грають попсу. От і я теж. <…> Саме жанр поп-музики дає мені велику свободу музично експериментувати. Оригінальний текст (рос.) Я, например, попсовая певица. И по-другому не будет. Кто-то вот недавно написал, что я теперь играю глэм-рок, — это полный бред. Я из своей попсы никуда не вылезу. У нас же большинство рокеров играют попсу. Вот и я тоже. <…> именно жанр поп-музыки дает мне большую свободу музыкально экспериментировать.[92] |

## Критика
З випуском першого альбому МакSим привернула до себе увагу критиків. Марк Радель з InterMedia написав, що «музика [альбому] на перший погляд може здатися банальною, однак, повірте, ця дівчина цікавіше, ніж здається» (рос. «музыка [альбома] на первый взгляд может показаться банальной, однако, поверьте, эта девушка интереснее, чем кажется»), а також додав, що «в піснях співачки є за що вчепитися» (рос. «в песнях певицы есть за что уцепиться»). «При всій простоті та наївності дебютного диска Макsим «Трудный возраст» в ньому не було відчуття продукту конвеєрного складання, це був цілком авторський, осмислений і навіть вистражданий альбом» («При всей простоте и наивности дебютного диска Макsим „Трудный возраст“ в нем не было ощущения продукта конвейерной сборки, это был вполне авторский, осмысленный и даже выстраданный альбом»), - зазначив Борис Барабанов з видання «Коммерсантъ».
З виходом другого альбому артистки інтерес критиків до її творчості зріс. Проте, альбом уже не був прийнятий так тепло, як попередній. Критик Сергій Сосєдов висловився негативно з приводу альбому, сказавши, що «Ми маємо справу з типовим музично-текстовим конвеєром» (рос. «Мы имеем дело с типичным музыкально-текстовым конвейером»), назвавши музику «ляльковою» і «позбавленою пристрастей». Також журналіст зазначив вторинність деяких композицій і ліричних прийомів, порівнявши їх з тим, що вже було створено раніше Земфірою, Тетяною Снєжиною та Аллою Пугачовою. Гуру Кен у своїй рецензії на альбом згадав, що «новий альбом виглядає якимось нерівним, насмиканим з різних опер» (рос. «новый альбом выглядит каким-то неровным, надёрганным из разных опер»), проте дав йому високу оцінку (8 з 10), сказавши: «Назвати однозначним провалом цей альбом не дозволяє пара хітів» (рос. «Назвать однозначным провалом этот альбом не позволяет пара хитов»). У цьому контексті журналіст згадав пісню «Мой рай», порівнявши її з творчістю гурту «ABBA», і пісню «Лучшая ночь», яка, на його думку, «чудесним парадоксальним чином раптом відсилає до найкращих балад Віктора Цоя» (рос. «чудесным парадоксальным образом вдруг отсылает к лучшим балладам Виктора Цоя»).
З виходом альбому «Одиночка» інтерес критиків до співачки зріс ще сильніше. Вони відзначили, що на новому альбомі МакSим сміливо експериментує з різними стилями музики. Так, Гуру Кен написав: «Якщо на дебютному «Трудном возрасте» (2006) глядачі почули милі наївні пісеньки, «Мой рай» (2007) приніс масу експериментів з живим поп-звучанням, то «Одиночка» бере курс на проживання МакSим в різних музичних жанрах» (рос. «Если на дебютном „Трудном возрасте“ (2006) зрители услышали милые наивные песенки, „Мой рай“ (2007) принес массу экспериментов с живым поп-звучанием, то „Одиночка“ берет курс на проживание МакSим в самых разных музыкальных жанрах»).

## Походження псевдоніму
Походження псевдоніму співачки має дві версії. Перша: від імені брата, з яким МакSим у дитинстві проводила багато часу, друга: від дошлюбного прізвища матері, Максимова. Інколи співачка стверджує, що це і її прізвище, але офіційні документи це спростовують.

## Склад команди
У 2007 році для співпраці зі співачкою була набрана команда музикантів:
- Євген Модестов — гітара
- Станіслав Грошев — бас-гітара
- Валентин Тарасов — ударні
- Павло Гонін — перкусія[55]
- Олександр Андрюхин — клавішні
- Дмитро Іванов — клавішні (покинув групу в липні 2013 року)
- Кирило Антоненко — клавішні (покинув групу в жовтні 2011 року)

## Дискографія

### Альбоми
| № | Альбом                                  | Дата виходу                                                                                     | Формат            | Продажи         |
| - | --------------------------------------- | ----------------------------------------------------------------------------------------------- | ----------------- | --------------- |
| 1 | Трудный возраст                         | 28 березня 2006                                                                                 | CD                | 2.000.000 копий |
| 1 | Трудный возраст (подарункове видання)   | 2006                                                                                            | CD (Digipack)     | 2.000.000 копий |
| 2 | Мой рай                                 | 13 листопада 2007 — ексклюзивно в салонах мережі «Евросеть» 15 листопада 2007 — загальний реліз | CD                | 2.000.000 копий |
| 2 | Мой рай (подарункове видання)           | 22 березня 2008                                                                                 | CD+DVD            | 2.000.000 копий |
| 3 | Одиночка                                | 1 грудня 2009                                                                                   | Цифровий реліз    | 50.000 копий    |
| 3 | Одиночка                                | 10 грудня 2009                                                                                  | CD+DVD            | 50.000 копий    |
| 3 | Одиночка                                | 18 лютого 2010                                                                                  | CD                | 50.000 копий    |
| 4 | Другая реальность                       | 23 травня 2013                                                                                  | Цифровий реліз    |                 |
| 4 | Другая реальность                       | 27 травня 2013                                                                                  | CD                |                 |
| 4 | Другая реальность (подарункове видання) | 7 червня 2013                                                                                   | CD+DVD (Digipack) |                 |

### Сингли
| Рік  | Сингл                      | Формат                                                                 | Альбом                                          |
| ---- | -------------------------- | ---------------------------------------------------------------------- | ----------------------------------------------- |
| 2005 | Трудный возраст            | Радіоротація, відеокліп                                                | Трудный возраст                                 |
| 2005 | Нежность                   | Радіоротація, відеокліп                                                | Трудный возраст                                 |
| 2006 | Отпускаю                   | Радіоротація, відеокліп                                                | Трудный возраст                                 |
| 2007 | Знаешь ли ты               | Радіоротація, відеокліп                                                | Трудный возраст                                 |
| 2007 | Ветром стать               | Радіоротація, відеокліп                                                | Трудный возраст                                 |
| 2007 | Мой рай                    | Радіоротація, відеокліп                                                | Мой рай                                         |
| 2008 | Научусь летать             | Радіоротація, відеокліп                                                | Мой рай                                         |
| 2008 | Лучшая ночь                | Радіоротація, відеокліп                                                | Мой рай                                         |
| 2009 | Небо, засыпай (з Лигалайз) | Радіоротація, відеокліп, цифрова дистрибуція                           | OST «Тарас Бульба» Одиночка                     |
| 2009 | Не отдам                   | Радіоротація, відеокліп, цифрова дистрибуція                           | Мой рай                                         |
| 2009 | На радиоволнах             | Радіоротація, відеокліп, цифрова дистрибуція                           | Одиночка                                        |
| 2009 | Дорога                     | Відеокліп                                                              | OST «Книга Майстрів» Одиночка                   |
| 2010 | Весна                      | Радіоротація, відеокліп, цифрова дистрибуція                           | Одиночка                                        |
| 2010 | Мой ответ — Да!            | Радіоротація, цифрова дистрибуція, CD-сингл (ексклюзивно для Oriflame) | TBA                                             |
| 2010 | Дождь                      | Радіоротація, цифрова дистрибуція                                      | Другая реальность                               |
| 2011 | Как летать                 | Радіоротація, відеокліп, цифрова дистрибуція                           | Другая реальность                               |
| 2011 | Осколки                    | Радіоротація, відеокліп, цифрова дистрибуція                           | Другая реальность                               |
| 2011 | Любовь — это яд            | Відеоклип                                                              | Одиночка                                        |
| 2012 | Одиночка                   | Відеоклип                                                              | Одиночка                                        |
| 2012 | Живи (с Animal ДжаZ)       | Відеоклип, цифрова дистрибуція                                         | Видана на альбомі Animal ДжаZ Фаза быстрого сна |
| 2012 | Это же я                   | Відеоклип, цифрова дистрибуція                                         | Другая реальность                               |
| 2012 | Колыбельная                | Відеоклип, цифрова дистрибуція                                         | Другая реальность                               |
| 2013 | Небо-самолёты              | Відеоклип, цифрова дистрибуція                                         | Другая реальность                               |
| 2013 | Я ветер                    | Радіоротація, відеоклип, цифрова дистрибуція                           | Другая реальность                               |
| 2013 | Другая реальность          | Радіоротація, відеоклип, цифрова дистрибуція                           | Другая реальность                               |
| 2013 | Я буду жить                | Радіоротація, відеоклип, цифрова дистрибуція                           | Другая реальность                               |

### Чарти
| Рік  | Назва                            | Золотий граммофон | Чарти | Чарти          | Чарти                | Чарти              |
| Рік  | Назва                            | Золотий граммофон | RUS   | Moscow Airplay | St.Peterburg Airplay | Підсумковий річний |
| ---- | -------------------------------- | ----------------- | ----- | -------------- | -------------------- | ------------------ |
| 2002 | «Заведи»                         | -                 | -     | -              | -                    | -                  |
| 2003 | «Трудный возраст»                | -                 | -     | -              | -                    | -                  |
| 2003 | «Сантиметры дыхания»             | -                 | 34    | -              | -                    | -                  |
| 2004 | «Нежность»                       | -                 | 81    | -              | -                    | -                  |
| 2004 | «Лолита»                         | -                 | 221   | -              | -                    | -                  |
| 2005 | «Сон»                            | -                 | 112   | -              | -                    | -                  |
| 2005 | «Сантиметры дыхания (Remix)»     | -                 | 202   | -              | -                    | -                  |
| 2005 | «Трудный возраст (2005 version)» | -                 | 46    | 48             | -                    | 161                |
| 2005 | «Нежность (album edit)»          | 1                 | 178   | 2              | -                    | -                  |
| 2006 | «Отпускаю»                       | 3                 | 1     | 2              | -                    | 72                 |
| 2007 | «Знаешь ли ты»                   | 1                 | 1     | 2              | -                    | 20                 |
| 2007 | «Ветром стать»                   | 1                 | 1     | 1              | -                    | 15                 |
| 2007 | «Наше Лето» (з Бастою)           | -                 | 83    | -              | -                    | 168                |
| 2007 | «Мой рай»                        | 1                 | 1     | 1              | -                    | 54                 |
| 2008 | «Научусь летать»                 | 1                 | 1     | 1              | 3                    | 3                  |
| 2008 | «Лучшая ночь»                    | 1                 | 1     | 2              | 1                    | 58                 |
| 2009 | «Не отдам»                       | 1                 | 1     | 1              | 1                    | 12                 |
| 2009 | «Небо засыпай» (з Лигалайзом)    | -                 | 99    | 128            | -                    | 171                |
| 2009 | «На радиоволнах»                 | 1                 | 3     | 5              | 9                    | 37                 |
| 2010 | «Весна»                          | -                 | 65    | 86             | 69                   | 138                |
| 2010 | «Дождь»                          | 2                 | 2     | 2              | 4                    | 61                 |
| 2011 | «Как летать?»                    | 1                 | 16    | 19             | 23                   | 37                 |
| 2011 | «Осколки»                        | -                 | 16    | 20             | 36                   | 162                |
| 2012 | «Живи»                           | -                 | 214   | -              | -                    | -                  |
| 2012 | «Это же я»                       | -                 | 170   | -              | -                    | -                  |
| 2012 | «Колыбельная»                    | -                 | 171   | -              | -                    | -                  |
| 2013 | «Небо-самолёты»                  | -                 | 203   | -              | -                    | -                  |
| 2013 | «Я ветер»                        | -                 | 87    | -              | 68                   | 182                |
| 2013 | «Другая реальность»              | -                 | 32    | 40             | 56                   | 195                |
| 2013 | «Я буду жить»                    | -                 | 192   | -              | -                    | -                  |

«—» означає, що пісня не потрапляла до чартів

### DVD
1. 2006 — «Трудный возраст: первый концерт в Москве»
2. 2008 — «Концерт в Олимпийском 22 марта 2008»

### Пісні, що не видавались в альбомах
1. Заведи
2. Прохожий
3. Бегущая по волнам
4. Мой ответ — Да!
5. Живи (feat. Animal ДжаZ)

## Нагороди
1. НФПФ 2006 — Золотий диск за альбом «Трудный возраст».[8]
2. Золотий Грамофон 2006 — статуетка за пісню «Нежность».[8]
3. Пісня року 2006 — диплом за пісню «Нежность».[8]
4. Love Radio Awards 2006 — співачка року.[120]
5. НФПФ 2006 — Платиновий диск за альбом «Трудный возраст».[8]
6. Премія Муз-ТВ 2007 — прорив року і найкращий рингтон.[121]
7. MTV Russian Music Awards 2007 — найкращий поп-проект, найкраща виконавиця.[122]
8. Премія Рекордъ 2007 — найкращий дебют, найкращий альбом артистки, найкращий музичний DVD.[123]
9. Золотий Грамофон 2007 — статуетка за пісню «Знаешь ли ты».[8]
10. НФПФ 2008 — Діамантовий диск за альбом «Мой рай».[35]
11. Премія Муз-ТВ 2008 — найкраща пісня («Мой рай»), найкраща виконавиця, найкращий альбом («Мой рай»).[124]
12. Золотий Грамофон 2008 — статуетка за пісню «Научусь летать».[8]
13. Премія Муз-ТВ 2009 — найкраща виконавиця.[125]
14. Золотий Грамофон 2009 — статуетка за пісню «Не отдам».[8]
15. Лауреат почесного диплому ВОІС «Золотая фонограмма 2010» певица.[54].
16. Золотий Грамофон 2011 — статуетка за пісню «Дождь».[8].